# Wigan Warriors
Wigan Warriors Rugby League Football Club ist ein englischer Rugby-League-Club aus Wigan, Greater Manchester. Der Club gehört neben dem St Helens RLFC und den Leeds Rhinos zu den dominierenden Clubs des europäischen Rugby League und der Super League. Mit insgesamt 20 englischen Meistertiteln, 30 Finalteilnahmen und 19 Siegen im Challenge Cup, sowie drei Erfolge in der World Club Challenge ist der Club in mehrfacher Hinsicht Rekordhalter.

## Geschichte
Wigan wurde 1872 als Rugby-Union-Club unter dem Namen Wigan FC bzw. Wigan Wasps gegründet und gehörte 1895 zu den 21 Clubs, welche die Northern Union gründeten und damit die Trennung von League- und Union-Code auslösten. Wigan zählte von Anfang an zu den Topteams in der neuen Sportart Rugby League. 1909 gewann man zum ersten Mal die Rugby Football League Championship, 1924 den ersten Challenge Cup. Unzählige weitere Titelgewinne auf nationaler und regionaler Ebene erfolgten insbesondere in den überaus erfolgreichen 1940er und 1950er Jahren.
Gegen Ende der 1980er Jahre avancierte Wigan zum dominantesten Team in der Geschichte des englischen Rugby League. Zwischen dem 30. Januar 1988 und dem 11. Februar 1996 blieb Wigan für 43 Spiele und acht Jahre im Challenge Cup siegreich. Von 1990 bis 1996 gewann der Club sieben Meistertitel in Folge. 1987, 1991 und 1994 siegte man zudem in der World Club Challenge.
Mit der Einführung der Super League im Jahr 1996 endete die uneingeschränkte Dominanz der Warriors. Zwar gewann man 1998 das erste Grand Final gegen die Leeds Rhinos, musste danach jedoch 18 Jahre auf einen weiteren Meistertitel warten. 2010 beendete man diese Durststrecke durch einen Sieg gegen den Erzrivalen St Helens, 2013 gelang gegen die Warrington Wolves der Gewinn der zwanzigsten Meisterschaft. Im Jahr 2016 konnte man den Titel erneut durch einen Sieg gegen Warrington nach Wigan holen.

## Erfolge
Der Club kommt folgende Erfolge erringen:
- Super-League-Meisterschaft (5): 1998, 2010, 2013, 2016, 2018
- Prä-Super-League-Meisterschaften (17): 1908/09, 1921/1922, 1925/1926, 1933/1934, 1945/1946, 1946/1947, 1949/1950,  1951/1952, 1959/1960, 1986/1987, 1989/1990, 1990/1991, 1992/92, 1992/1993, 1993/1994, 1994/1995, 1995/1996
- Challenge-Cup-Siege (19): 1923/1924, 1928/1929, 1947/1948, 1950/1951, 1957/1958, 1958/1959, 1964/1965,  1984/1985, 1987/1988, 1988/1989, 1989/1990, 1990/1991, 1991/1992, 1992/1993, 1993/1994, 1994/1995, 2002, 2011, 2013
- World Club Champions (3):1987, 1991, 1994